# Jan Zamojski (historyk)
Jan Eugeniusz Zamojski (ur. 1925, zm. 28 maja 2014) – polski historyk, badacz dziejów najnowszych, profesor nauk humanistycznych, pułkownik Wojska Polskiego.

## Życiorys
W latach 1943–1968 służył w Wojsku Polskim, brał udział w walkach I Armii Wojska Polskiego (1944–1945). W latach 1946–1958 pracownik Głównego Zarządu Politycznego Wojska Polskiego. Od grudnia 1958 do 27 kwietnia 1959 szef Biura Historycznego Wojska Polskiego, następnie do stycznia 1964 szef Wojskowego Instytutu Historycznego. Doktorant do 1969 w Wojskowej Akademii Politycznej. Od 1969 po zwolnieniu do rezerwy pracownik naukowy Instytutu Historii PAN. Doktorat – 1969, habilitacja – 1989 (Francja na rozdrożu 1943-44. Walka o przyszły kształt wyzwolonej Francji), profesor nauk humanistycznych – 2002. W latach 1983–1990 wicedyrektor Instytutu Historii PAN.
Był członkiem PZPR. Został pochowany na nowym cmentarzu na Służewie przy ul. Wałbrzyskiej w Warszawie.